# Thierry Cygan
Pour les articles homonymes, voir Cygan.
Thierry Cygan, né le 4 avril 1975 à Lens, est un footballeur français qui évolue au poste de défenseur central.
Il est le frère de Pascal Cygan, footballeur professionnel lui aussi.

## Biographie
Lors de la saison 1996-1997, il joue 24 matchs avec l'ES Wasquehal et le club est champion de National 1. Il a ensuite joué cinq saisons en Ligue 2 pour le club de Wasquehal. En 2002, il s'engage pour le SCO Angers.
Lors de sa 1re saison au SCO, en 2002-2003, il finit vice-champion de National et monte en Ligue 2 sous la houlette d'Éric Guérit. Après 2 saisons en Ligue 2, le club redescend en finissant à la 19e place en 2005.
En 2008, alors que le SCO Angers finit 10e de Ligue 2, le club ne lui fait plus confiance et après 6 saisons en Maine-et-Loire, il se retrouve au chômage. D'août à novembre 2008, il s'entraîne la semaine avec la réserve d'Angers, et joue le week-end à Champtocé-sur-Loire, en DSR, où il avait pris une licence amateur.
Thierry Cygan signe en novembre à l'AS Cherbourg pour une saison et demie. Il y dispute son 1er match en Coupe de France contre Vannes OC le 22 novembre 2008 (défaite 1-3 a-p).
Après la descente du club en CFA, il s'engage au SO Cholet, en CFA2.

## Carrière
| Saison      | Club         | Pays   | Championnat        | Coupes nationales |
| ----------- | ------------ | ------ | ------------------ | ----------------- |
| 1996 - 2002 | ES Wasquehal | France | 140 matchs / 0 but | match             |
| 2002 - 2008 | SCO Angers   | France | 136 matchs / 4 but | match             |
| 2008 - 2009 | AS Cherbourg | France | 5 matchs / 0 but   | match             |
| 2009 - 2010 | SO Cholet    | France | 6 matchs / but     | match             |

Dernière mise à jour le 10 décembre 2011

## Palmarès
- Championnat de National 1 :
  - Champion en 1997 (ES Wasquehal).
- Championnat de National : 
  - Vice-champion en 2003 (SCO Angers).
  - Montée en 2007 (3e) (SCO Angers).